# Llista d'aeroports més transitats dels estats bàltics

Localització dels països bàltics (en verd) a Europa.

Llista d'aeroports més transitats dels estats bàltics en termes del nombre total de passatgers, moviments d'aeronaus i tones de càrrega per any. Les estadístiques inclouen tots els aeroports als països bàltics amb un trànsit regular comercial de l'any 2012. Els moviments d'aeronaus i de tones de càrrega només inclouen l'estadística dels cinc aeroports amb més trànsit del 2012, ja que les dades fiables no estan disponibles per a tots els aeroports. S'inclou també una llista de les rutes aèries més transitades des de/cap a i entre els Estats del Bàltic de l'any 2011.

## Estats del Bàltic
Els Estats del Bàltic o països bàltics es refereix als territoris bàltics que es van independitzar de l'Imperi Rus a propòsit de la Primera Guerra Mundial: principalment el trio d'Estònia, Letònia i Lituània (de nord a sud).

## Passatgers
| Rang | País     | Aeroport                          | 2014      | 2013      | 2012      | 2011      | 2010      | 2009      | 2008      | 2007      | 2006      | 2005      | 2004      |
| ---- | -------- | --------------------------------- | --------- | --------- | --------- | --------- | --------- | --------- | --------- | --------- | --------- | --------- | --------- |
| 1.   | Letònia  | Aeroport Internacional de Riga    | 4,814,073 | 4,793,213 | 4,767,764 | 5,106,692 | 4,663,647 | 4,066,854 | 3,690,549 | 3,160,945 | 2,495,020 | 1,878,035 | 1,060,426 |
| 2.   | Lituània | Aeroport Internacional de Vílnius | 2,942,670 | 2,661,869 | 2,208,096 | 1,712,467 | 1,373,859 | 1,308,632 | 2,048,439 | 1,717,222 | 1,451,468 | 1,281,872 | 964,164   |
| 3.   | Estònia  | Aeroport de Tallinn               | 2,017,291 | 1,958,801 | 2,206,791 | 1,913,172 | 1,384,831 | 1,346,236 | 1,811,536 | 1,728,430 | 1,541,832 | 1,401,059 | 997,941   |
| 4.   | Lituània | Aeroport Internacional de Kaunas  | 724,314   | 695,509   | 830,268   | 872,618   | 809,732   | 456,698   | 410,165   | 390,881   | 248,228   | 77,350    | 27,113    |
| 5.   | Lituània | Aeroport Internacional de Palanga | 132,931   | 127,890   | 128,169   | 111,133   | 102,528   | 104,600   | 101,586   | 93,379    | 110,828   | 94,000    | 76,020    |

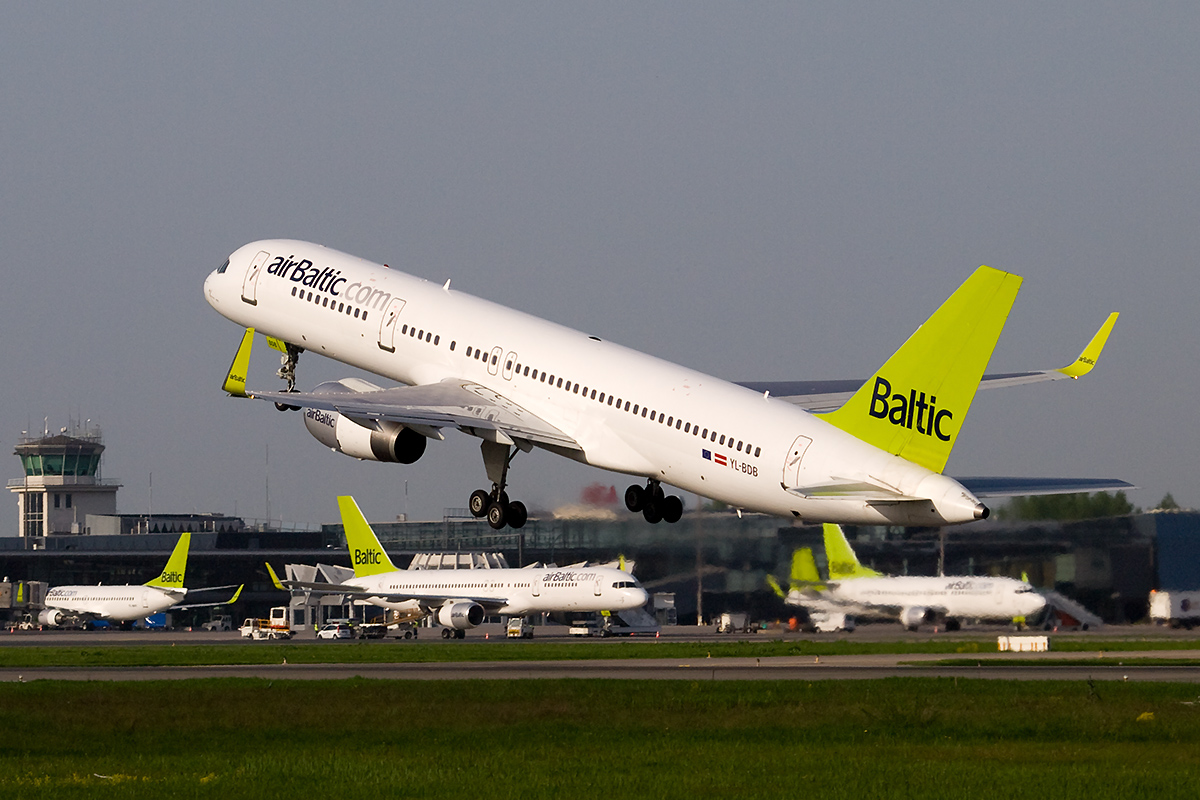
Aeroport Internacional de Riga - airBaltic
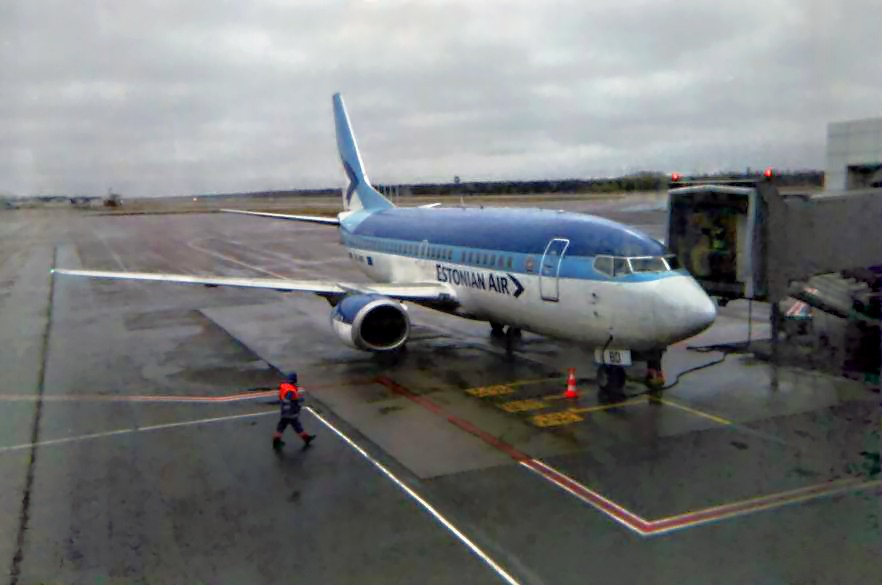
Aeroport de Tallinn - Estonian Air
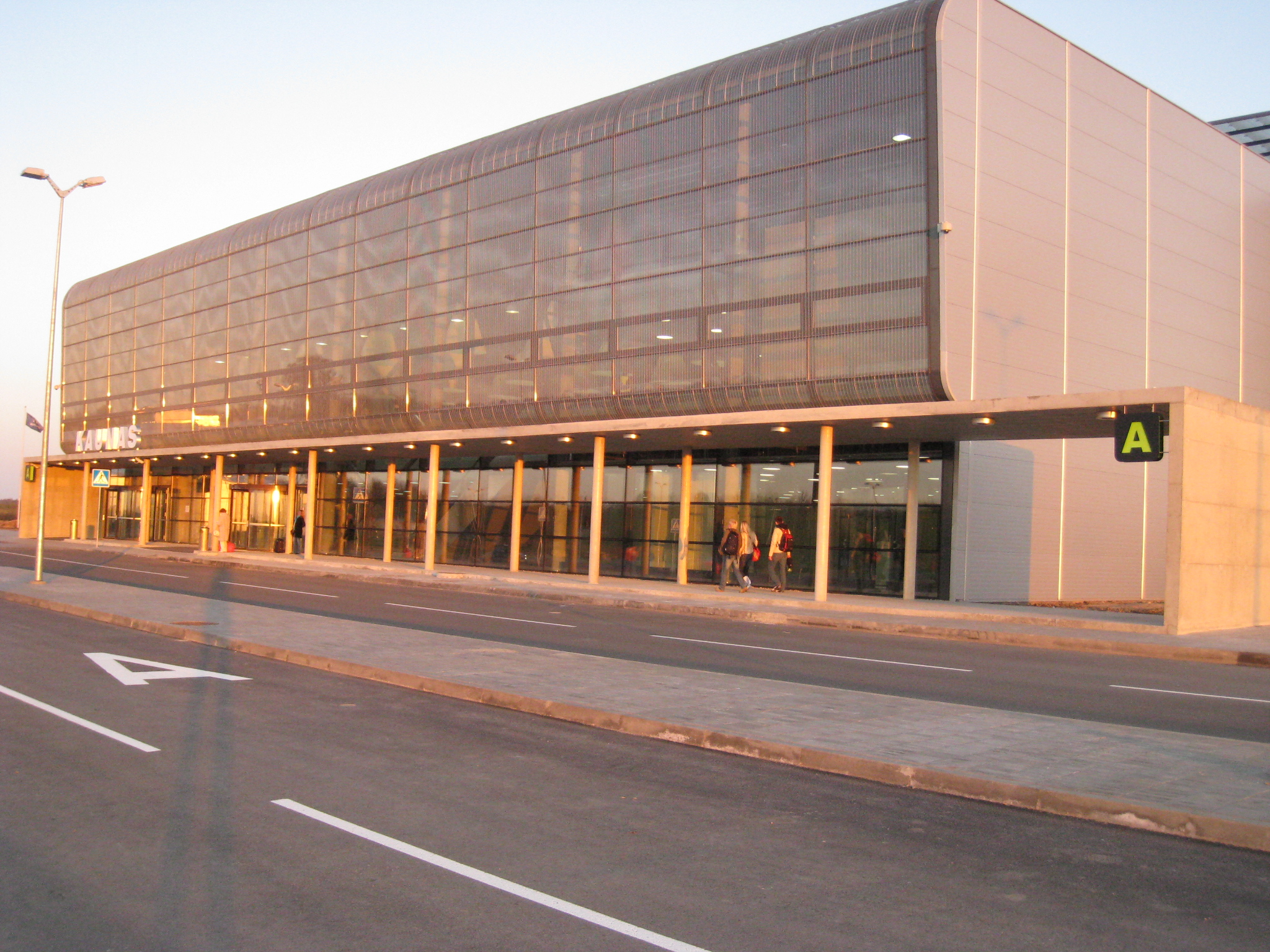
Aeroport Internacional de Kaunas - Terminal
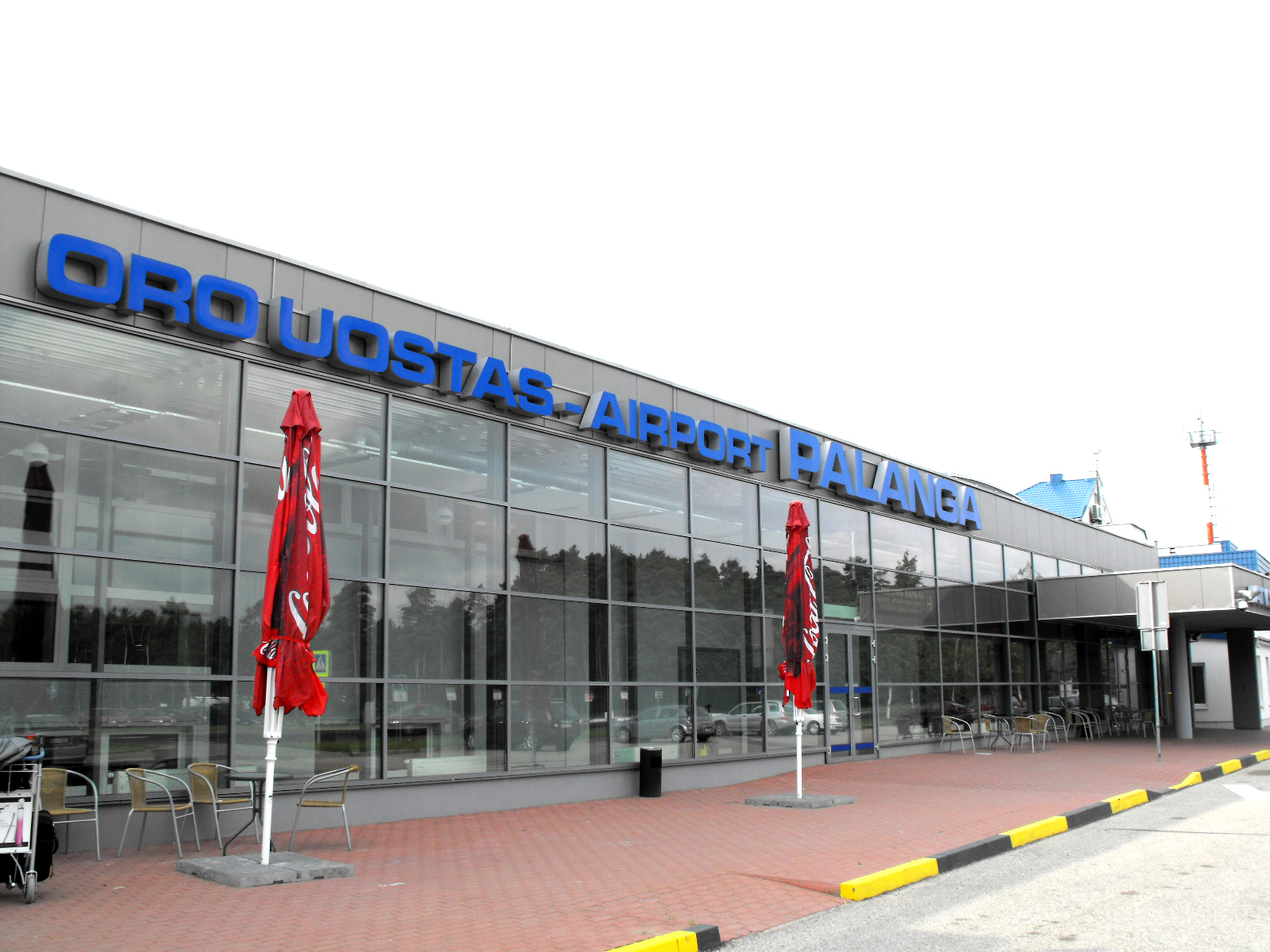
Aeroport Internacional de Palanga - Terminal

### Estadístiques 2013
| Rang | País     | Ciutat     | Aeroport                          | codi (IATA/ICAO) | Passatgers (2013) | Canvi 2012–2013 |
| ---- | -------- | ---------- | --------------------------------- | ---------------- | ----------------- | --------------- |
| 1.   | Letònia  | Riga       | Aeroport Internacional de Riga    | RIX/EVRA         | 4,793,213         | +0,6%           |
| 2.   | Lituània | Vílnius    | Aeroport Internacional de Vílnius | VNO/EYVI         | 2,661,869         | +20,6%          |
| 3.   | Estónia  | Tallinn    | Aeroport de Tallinn               | TLL/EETN         | 1,958,801         | -11,2%          |
| 4.   | Lituània | Kaunas     | Aeroport Internacional de Kaunas  | KUN/EYKA         | 695,509           | -16,2%          |
| 5.   | Lituània | Palanga    | Aeroport Internacional de Palanga | PLQ/EYPA         | 127,890           | -1,0%           |
| 6.   | Estònia  | Tartu      | Aeroport de Tartu                 | TAY/EETU         | 13,690            | -32,7%          |
| 7.   | Estònia  | Kuressaare | Aeroport de Kuressaare            | URE/EEKE         | 13,163            |                 |
| 8.   | Estònia  | Kärdla     | Aeroport de Kärdla                | KDL/EEKA         | 10,222            |                 |
| 9.   | Estònia  | Pärnu      | Aeroport de Pärnu                 | EPU/EEPU         | 3,538             |                 |
| 10.  | Estònia  | Kihnu      | Aeròdrom de Kihnu                 | ---/EEKU         | 2,434             | -1,4%           |
| 11.  | Estònia  | Ruhnu      | Aeròdrom de Ruhnu                 | ---/EERU         | 1,214             |                 |

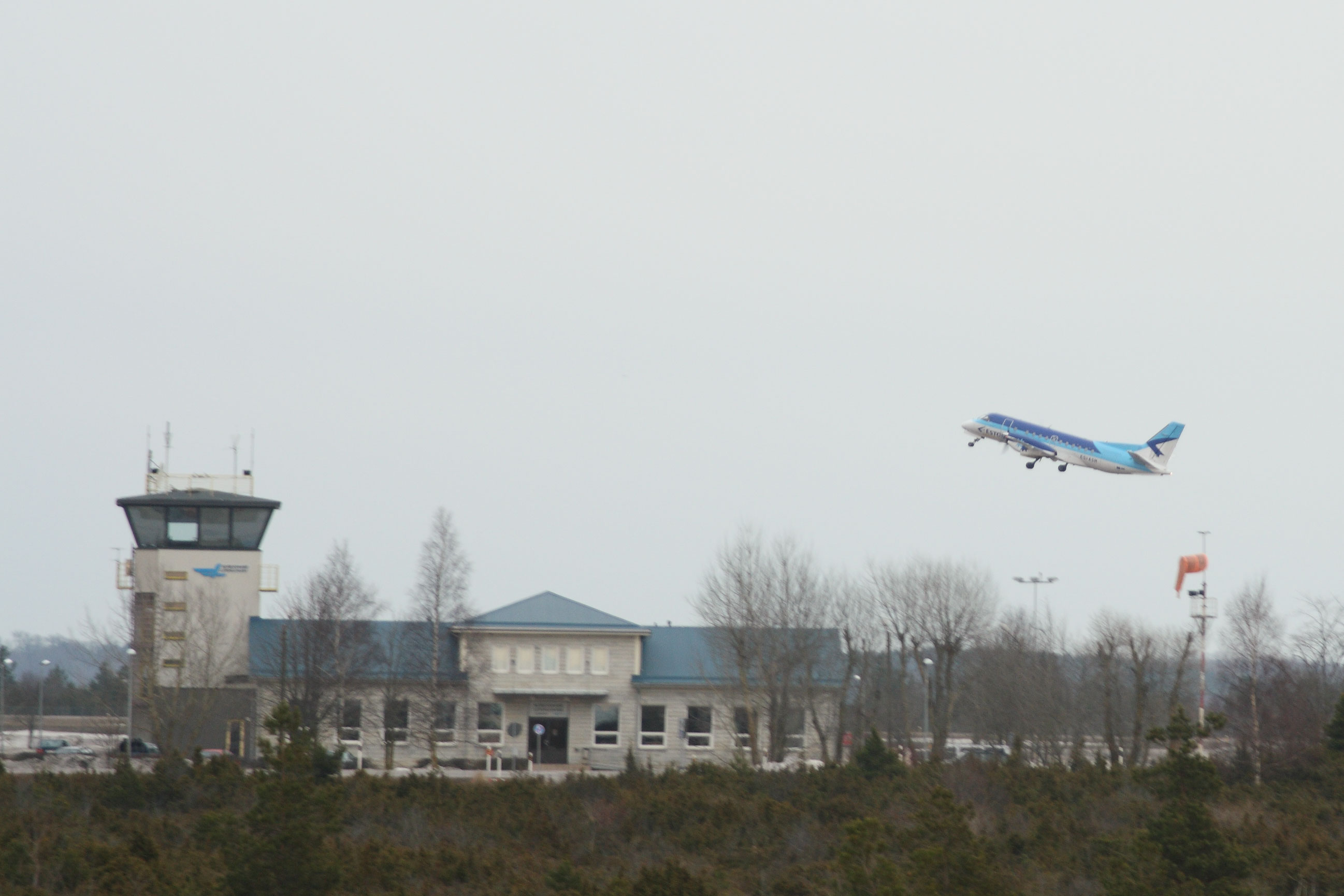
Aeroport de Kuressaare - Terminal
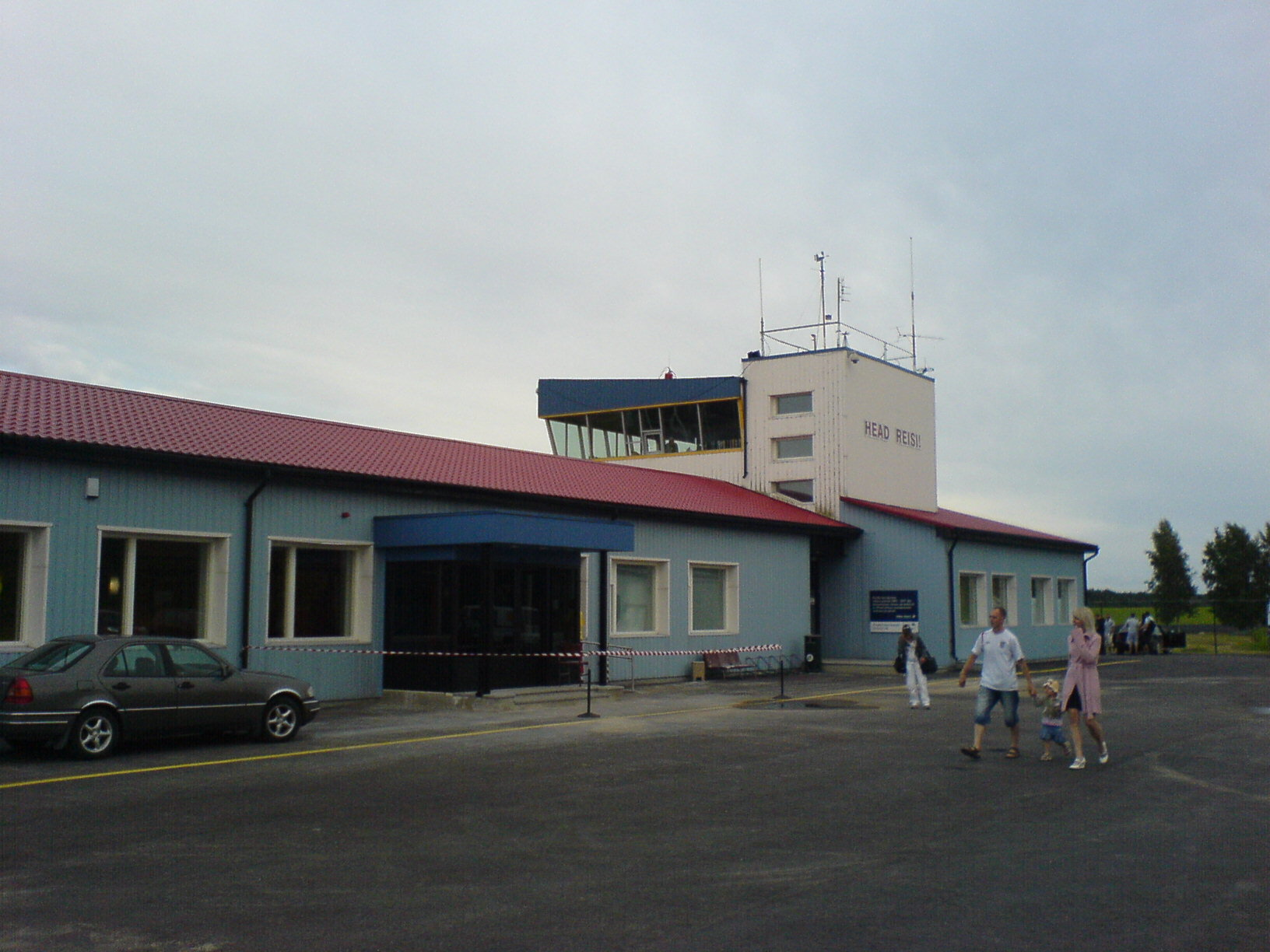
Aeroport de Kärdla - Terminal
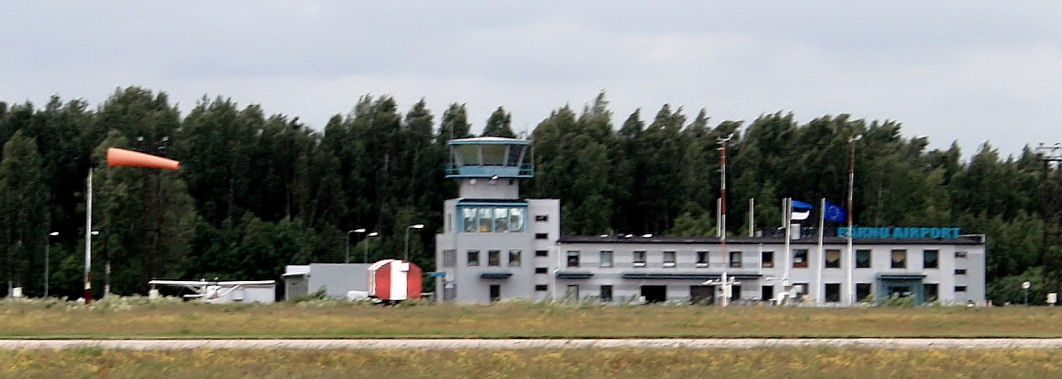
Aeroport de Pärnu - Terminal

### Estadístiques 2012
| Rang | País     | Ciutat     | Aeroport                          | Codi (IATA/ICAO) | Passatgers (2012) | Canvi 2011–2012 |
| ---- | -------- | ---------- | --------------------------------- | ---------------- | ----------------- | --------------- |
| 1.   | Letònia  | Riga       | Aeroport Internacional de Riga    | RIX/EVRA         | 4,767,878         | -6,6%           |
| 2.   | Lituània | Vílnius    | Aeroport Internacional de Vílnius | VNO/EYVI         | 2,208,096         | +28,9%          |
| 3.   | Estònia  | Tallinn    | Aeroport de Tallinn               | TLL/EETN         | 2,206,692         | +15,3%          |
| 4.   | Lituània | Kaunas     | Aeroport Internacional de Kaunas  | KUN/EYKA         | 830,268           | -4,9%           |
| 5.   | Lituània | Palanga    | Aeroport Internacional de Palanga | PLQ/EYPA         | 128,169           | +15,3%          |
| 6.   | Estònia  | Tartu      | Aeroport de Tartu                 | TAY/EETU         | 20,302            | +9,3%           |
| 7.   | Estònia  | Kuressaare | Aeroport de Kuressaare            | URE/EEKE         | 11,421            | -35,9%          |
| 8.   | Estònia  | Kärdla     | Aeroport de Kärdla                | KDL/EEKA         | 9,700             | -9,3%           |
| 9.   | Estònia  | Pärnu      | Aeroport de Pärnu                 | EPU/EEPU         | 5,634             | -59,6%          |
| 10.  | Estònia  | Kihnu      | Aeròdrom de Kihnu                 | ---/EEKU         | 2,474             | +7,9%           |
| 11.  | Estònia  | Ruhnu      | Aeròdrom de Ruhnu                 | ---/EERU         | 1,364             | -7,0%           |

## Moviments d'aeronaus

### Estadístiques 2012
| Rang | País     | Ciutat  | Aeroport                          | Codi (IATA/ICAO) | Moviments (2012) | Canvi 2011–2012 |
| ---- | -------- | ------- | --------------------------------- | ---------------- | ---------------- | --------------- |
| 1.   | Letònia  | Riga    | Aeroport Internacional de Riga    | RIX/EVRA         | 68,570           | -5,9%           |
| 2.   | Estònia  | Tallinn | Aeroport de Tallinn               | TLL/EETN         | 48,531           | +20,4%          |
| 3.   | Lituània | Vílnius | Aeroport Internacional de Vílnius | VNO/EYVI         | 29,995           | +8,3%           |
| 4.   | Lituània | Kaunas  | Aeroport Internacional de Kaunas  | KUN/EYKA         | 8,559            | -5,1%           |
| 5.   | Lituània | Palanga | Aeroport Internacional de Palanga | PLQ/EYPA         | 3,047            | +2,9%           |

## Càrrega i entrega postal

### Estaddístiques 2012
| Rang | País     | Ciutat  | Aeroport                          | Codi (IATA/ICAO) | Càrrega (2012) | Canvi 2011–2012 |
| ---- | -------- | ------- | --------------------------------- | ---------------- | -------------- | --------------- |
| 1.   | Letònia  | Riga    | Aeroport Internacional de Riga    | RIX/EVRA         | 32,953¹        | +160,2%         |
| 2.   | Estònia  | Tallinn | Aeroport de Tallinn               | TLL/EETN         | 23,921         | +30,2%          |
| 3.   | Lituània | Vílnius | Aeroport Internacional de Vílnius | VNO/EYVI         | 5,927          | +2,5%           |
| 4.   | Lituània | Kaunas  | Aeroport Internacional de Kaunas  | KUN/EYKA         | 3,364          | -20,3%          |
| 5.   | Lituània | Palanga | Aeroport Internacional de Palanga | PLQ/EYPA         | 104            | +316,0%         |

¹ Nota: Sobre la base de les dades publicades pel State Joint Stock Company (SJSC) Aeroport Internacional de Rigade la República de Letònia Arxivat 2020-06-24 a Wayback Machine. que encara no ha estat comparat per les dades oficials, ja que no s'ha publicat per l'European Commission Eurostat Regional Transport Statistics 

## Rutes aèries més transitades
Les rutes aèries més transitades, sense escales, dintre de i cap a/des de la base dels Estats bàltics en el total de passatgers que anualment realitzen en cada ruta.

### Estadístiques 2011
Les rutes qualificades no 1, 2, 5, 10, 11, 12, 14, 17 i 22 inclouen els següents aeroports: 
- Nº 5 L'aeroport de Londres-Stansted i l'aeroport de Londres-Gatwick
- Nº 2: L'aeroport de Londres-Stansted, l'aeroport de Londres-Luton i l'aeroport de Londres-Gatwick
- Nº 5: L'aeroport d'Estocolm-Arlanda i l'aeroport d'Estocolm-Skavsta
- Nº 10: L'aeroport de Londres-Gatwick, l'aeroport de Londres-Stansted i l'aeroport de Londres-Luton
- Nº 11: L'Aeroport de Milà-Malpensa i l'aeroport de Bèrgam-Orio al Serio
- Nº 12: L'aeroport de Brussel·les i de l'aeroport de Brussel·les Charleroi Sud
- Nº 14: L'aeroport d'Estocolm-Arlanda i l'aeroport d'Estocolm-Skavsta
- Nº 17:L'aeroport de Londres-Luton i l'aeroport de Londres-Stansted
- Nª 22: L'aeroport d'Oslo-Gardermoen i l'aeroport de Moss-Rigge

| Rang | Ciutat 1 | Ciutat 2           | Passatgers (2011) | Canvi 2010-2011 |
| ---- | -------- | ------------------ | ----------------- | --------------- |
| 1.   | Riga     | Londres            | 345,780           | +1,0%           |
| 2.   | Kaunas   | Londres            | 272,672           | +38,5%          |
| 3.   | Riga     | Hèlsinki           | 264,903           | +15,3%          |
| 4.   | Riga     | Moscou             | 226,481           | +24,1%          |
| 5.   | Riga     | Estocolm           | 215,592           | -3,3%           |
| 6.   | Riga     | Vílnius            | 191,977           | +22,5%          |
| 7.   | Riga     | Oslo               | 188,940           | +4,9%           |
| 8.   | Tallinn  | Hèlsinki           | 184,762           | +24,9%          |
| 9.   | Riga     | Tallinn            | 173,768           | +15,8%          |
| 10.  | Tallinn  | Londres            | 161,423           | +91,4%          |
| 11.  | Riga     | Milà               | 155,274           | +126,4%         |
| 12.  | Riga     | Brussel·les        | 152,362           | +0,4%           |
| 13.  | Vílnius  | Frankfurt del Main | 149,909           | +45,4%          |
| 14.  | Tallinn  | Estocolm           | 145,964           | +26,9%          |
| 15.  | Riga     | Berlín             | 143,658           | +7,4%           |
| 16.  | Riga     | Copenhaguen        | 137,267           | +0,0%           |
| 17.  | Vílnius  | Londres            | 135,498           | +200,0%         |
| 18.  | Riga     | Frankfurt del Main | 133,210           | 6,3%            |
| 19.  | Tallinn  | Copenhaguen        | 133,101           | -5,6%           |
| 20.  | Riga     | Kíev               | 123,834           | +41,9%          |
| 21.  | Riga     | Dublín             | 122,508           | -18,7%          |
| 22.  | Tallinn  | Oslo               | 121,184           | +40,9%          |
| 23.  | Vílnius  | Copenhaguen        | 118,464           | -20,0%          |
| 24.  | Riga     | Istanbul           | 114,314           | +4,3%           |
| 25.  | Riga     | París              | 98,577            | +14,9%          |
| 26.  | Riga     | Barcelona          | 94,417            | +11,5%          |
| 27.  | Riga     | Amsterdam          | 92,647            | +34,3%          |
| 28.  | Riga     | Roma               | 89,809            | +9,8%           |
| 29.  | Riga     | Sant Petersburg    | 89,037            | +56,4%          |
| 30.  | Vílnius  | Antalya            | 86,550            | -4,2%           |